# Francesos capverdians
Els francesos capverdians són els residents francesos que tenen ancestres originaris del Cap Verd.
Els capverdians van començar a arribar a França el 1964, procedents de Rotterdam, Dakar i Lisboa. Van començar a treballar a les mines, a les fundicions de ferro i a la construcció. Les dones, normalment tenen feines domèstiques. Els immigrants del Cap Verd es concentren sobretot a les ciutats de París, Creil, Amiens, Marsella, Lió i Niça.
El 1995, s'estima que hi havia uns 8000 capverdians a França. El cens del 1999, en va comptabilitzar 21000. El 2007, l'Ambaixada de Cap Verd a París tenia registrats 17.544 capverdians (només els documentats i registrats). Són molt difícils de comptabilitzar, ja que molts capverdians arriben a França amb els passaports d'altres estats com Portugal i els Països Baixos. Tenint tot això en consideració, l'ambaixada creu que hi ha uns 25.000 capverdians a França.

## Capverdians notables a França
- Patrick Vieira, futbolista.
- Élisabeth Moreno, empresària i política
- Georges Santos, futbolista.
- Manuel dos Santos Fernandes, futbolista.
- Stomy Bugsy, cantant de rap i hip hop i actor.
- Jacques Faty, futbolista.
- Ricardo Faty, futbolista.